# ده‌نو (بینالود)
ده‌نو روستایی در دهستان شاندیز بخش شاندیز شهرستان بینالود استان خراسان رضوی ایران است.

## جمعیت
بر پایه سرشماری عمومی نفوس و مسکن در سال ۱۳۹۵ جمعیت این روستا ۱٬۰۲۳ نفر (۳۲۱خانوار) بوده‌است.